# ヴェクシロイド

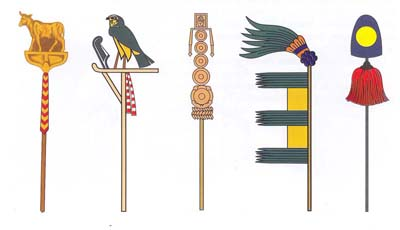
広義のヴェクシロイド。左からメソポタミア、古代エジプト、ローマ帝国、アステカ文明のヴェクシロイドと日本の纏

ヴェクシロイド (英語: vexilloid)は、国家や団体、個人のシンボルとして掲げられる棒状の標識。

## 概要

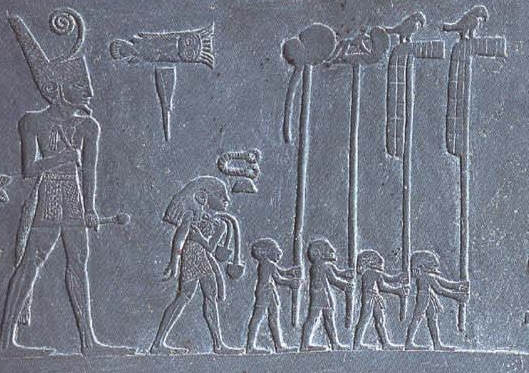
ナルメルのパレットに描かれたヴェクシロイド

現代の一般的な旗とは区別されるもので、1958年にこの言葉を提起したアメリカの旗章学者ホイットニー・スミスは、ヴェクシロイドを次のように定義している。
'旗のような働きをするが、見た目などが旗と異なるもの。古い伝統的な社会で用いられたもので、旗のような布と、動物などを象って頂点に置いたエンブレムなどで構成されることが多い。—ホイットニー・スミス
例えば、ローマ帝国のウェクシルム、船で用いたバンデロールやペノン、紋章旗、ゴンファロンなどが挙げられる。先史時代に敵の血を布に垂らして掲げたものが原初の形とされ、ここからヴェクシロイドへ、そして現在の旗へと変化していった。
ヴェクシロイドは元来、王や将軍などの権威と指揮統率を象徴する棒状のものであった。木材のほか動物の角、尾、蹄、皮革といった素材で作られ、他の装飾品は彫刻や塗装が施された木や金属で作られていた。
確認されている最古のものは、エジプト先王朝時代末期ゲルゼ文化の出土品や「ナルメルのパレット」に描かれている。
また、現存する最古のヴェクシロイドは、約5,000年前に古代ペルシアで使用されたものである。これは、鷲のシンボルがついた金属製の杖と、正方形の金属レリーフから構成される。
ヴェクシロイドは、中世の12世紀ごろから15世紀ごろにかけて、現代のような旗に取って代わられていった。しかしその後も、ヴェクシロイドは軍の部隊や様々な団体のシンボルとして一部で使われた。

## 古代
- アケメネス朝は、 ヴェクシロイドにハヤブサの図像を用いた。
- マケドニアのアレクサンドロス3世（大王）は、ヴェルギナの太陽の図像を用いた。
- マウリヤ朝は、アショーカ・チャクラをシンボルとして用いた。
- カルタゴのヴェクシロイドは、バアル神（太陽）を示す円盤と、タニト女神（月）を示す上向きの三日月が槍の先に付けられた形であったと考えられている[3]。
- ローマ帝国のウェクシルムは、槍に付けた水平な棒から布を垂れる形であった。
- サーサーン朝では、太陽十字に似たDerafsh Kaviani（英語版）というシンボルが用いられた[4][5]。

アケメネス朝キュロス2世のヴェクシロイド
マケドニアのアレクサンドロス3世のヴェルギナの太陽
マウリヤ朝のアショーカのチャクラ。現在のインドの国旗にも用いられている。
カルタゴのヴェクシロイド
ローマ帝国のウェクシルム。SPQRの4字が記され、上にアクィリア（鷹）を載せている。

## 中世
- 1057年以降、ビザンツ帝国は双頭の鷲をシンボルとして用いるようになった。右に示しているのはパレオロゴス朝の双頭の鷲である。
- 中央アジアの騎馬民族は、トゥグもしくはブンチュークと呼ばれるヴェクシロイドを権力の象徴や部隊の中心として掲げた。

東ローマ帝国とパレオロゴス朝のシンボル双頭の鷲
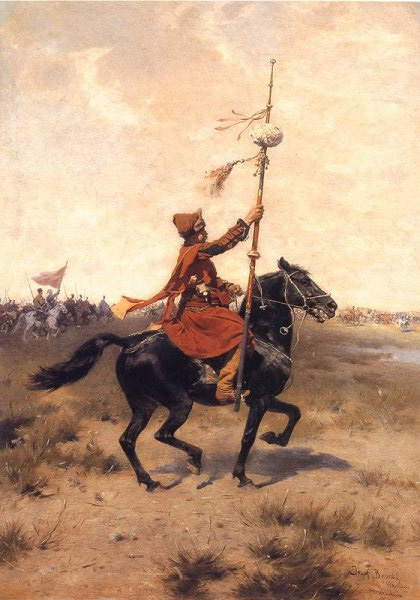
ブンチュークを掲げるポーランド騎兵
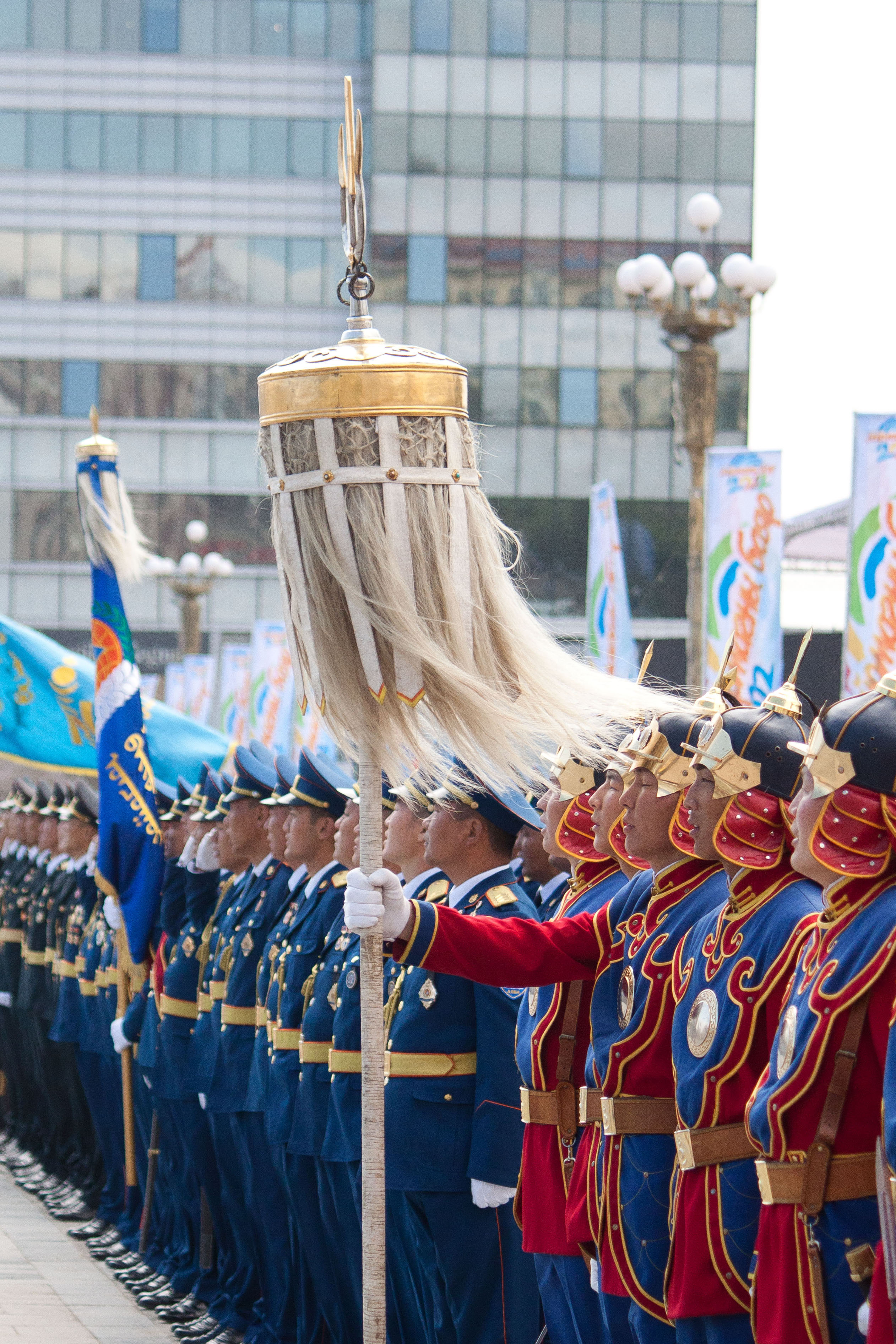
トゥグを掲げるモンゴル軍儀仗兵（2012年）

## 近代
- ナチス・ドイツでは、親衛隊がパレードやナチ党党大会でヴェクシロイドを用いた。これはウェクシルムに近い形で、上部に鷲と卍がおかれ、その下にハーケンクロイツと各隊の要素、それに「ドイツよ目覚めよ」(Deutschland Erwache)というスローガンが盛り込まれた旗が下げられていた[6][7]。
- ソビエト連邦およびロシアの独ソ戦戦勝記念パレードでは、独ソ戦末期の各戦線を表すウェクシルム型のヴェクシロイドが用いられる。これは当時の軍装を着用した兵士やトラック（2005年）、バギーカー（2018年）など様々なかたちで行進する。

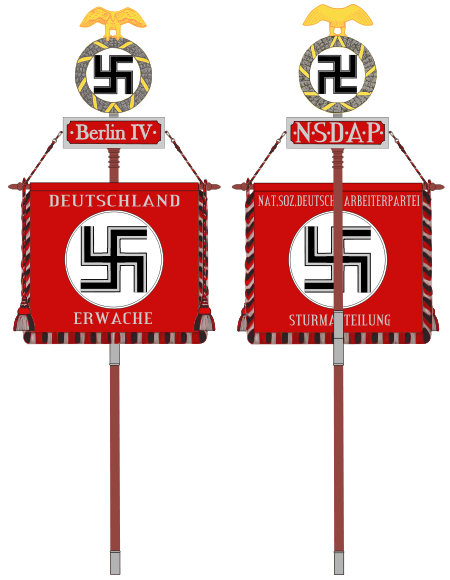
ナチ党のベルリン旗。"Deutschland Erwache"（ドイツよ目覚めよ）という標語があしらわれている。
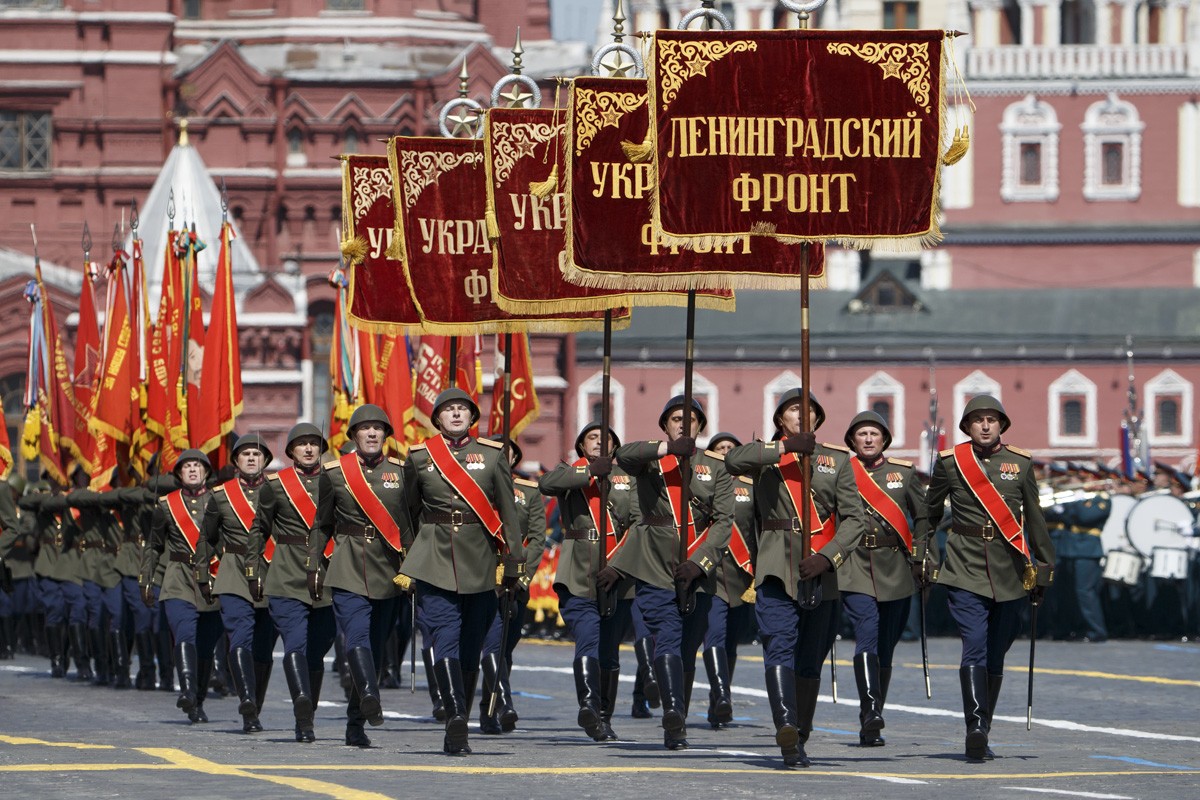
当時の軍装を着用したロシア兵とヴェクシロイド
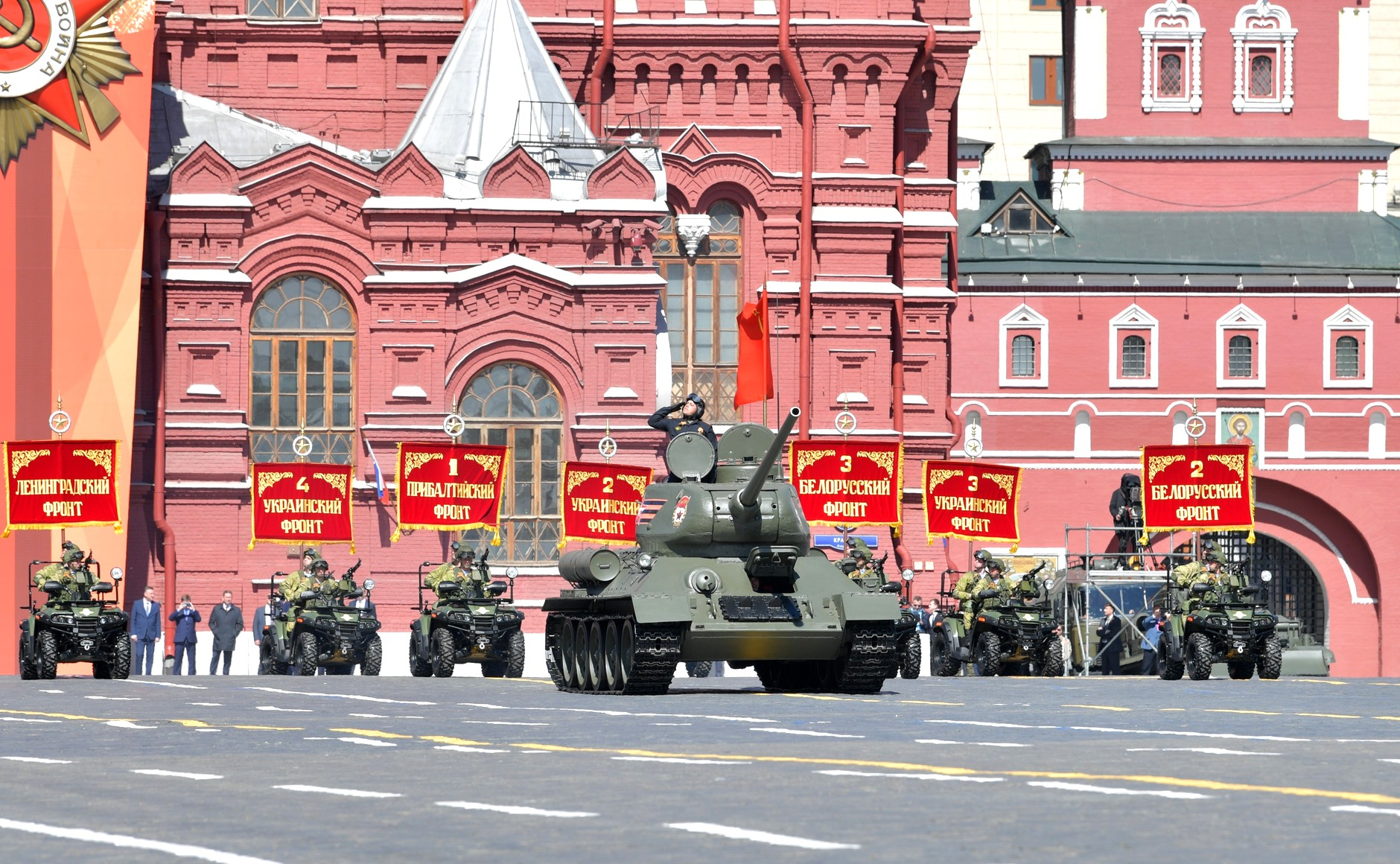
ロシア空挺軍のバギーカーによって奉持されるヴェクシロイド